# San Juan de Yapacaní
San Juan de Yapacaní è un comune (municipio in spagnolo) della Bolivia nella provincia di Ichilo (dipartimento di Santa Cruz) con 11.598 abitanti (dato 2010).

## Cantoni
Il comune è formato dall'unico cantone omonimo suddiviso in 21 subcantoni.